# Итальянская колонизация Америки
Итальянская колонизация Америки — попытки Италии в разное время создать колонии в Америке. 

## Экспедиция Торнтона
Экспедиция Торнтона — тосканская экспедиция 1608 года, которую возглавлял англичанин Роберт Торнтон, а финансировал тосканский герцог Фердинанд I. Целью экспедиции было изучить север Бразилии в районе Амазонки и провести подготовку к созданию в северной части Южной Америки поселений тосканцев, которые должны были служить в качестве баз по заготовке и отправке ценных пород древесины из Бразилии в государства Италии эпохи Возрождения. Территория, которую Торнтон рассматривал в качестве возможного размещения итальянских поселений, в настоящее время входит в состав Французской Гвианы и находится рядом с её административным центром, Кайенной; эта территория была оккупирована Францией в 1630 году. Экспедиция Торнтона — единственная серьёзная попытка итальянцев колонизировать Америку.
Амазонию на протяжении XVI века посетили многие европейские исследователи и торговцы. Роберт Харкорт отплыл в Гвиану в 1608 году и создал английскую базу на реке Ояпок, которая просуществовала несколько лет. Уильям Дэвис, хирург в экспедиции Торнтона, писал, что они ожидали найти Амазонию, плывя на юг от Вест-Индии, до того момента, как «…вы увидите море изменившегося цвета, и вода станет необычайно чистой; по этим признакам можно смело держать свой курс».
Выйдя из Ливорно в 1608 году, Торнтон вернулся в тот же порт в конце июня 1609 года, сообщив об успешном завершении плавания и о том, что он не потерял в нём ни одного человека. Он привёз с собой в Тоскану пять или шесть туземцев, почти все из которых вскоре умерли от оспы. Только один из них жил при дворе Медичи в течение нескольких лет и научился говорить на тосканском диалекте итальянского языка. Туземцы часто говорили о богатстве и плодородии родной земли и о стране, полной золота и серебра. Торнтон лично подтверждал эти сообщения и утверждал, что их страна богата розовым деревом, диким сахарным тростником, белым перцем, бальзамином, хлопком и многими другими товарами, весьма интересными для тосканской торговли.
Однако по возвращении в Тоскану Торнтон обнаружил, что Фердинанд I умер, а его преемник Козимо II не был заинтересован в создании колонии. Торнтон был готов плыть обратно в область между реками Ориноко и Амазонка летом 1609 года с итальянскими переселенцами из Ливорно и Лукки, но этому плану не суждено было осуществиться.

## Современные итальянские «колонии»
Итальянцы никогда не создавали настоящих колоний в Америке и смогли сделать это лишь в других частях света, да и то только после объединения Италии в XIX веке.
Многие итальянцы (а также немцы) переехали в Америку, чтобы жить под другими флагами, и создали поселения эмигрантов, которые называли «колониями». Населённые пункты, созданные теми группами итальянских иммигрантов, которые селились вместе в одном и том же месте примерно в одно и то же время, основав поселение, нередко существуют и поныне.
Первое подобное поселение было основано в Венесуэле Луиджи Кастелли, который в конце 1830-х годов хотел поселить итальянских эмигрантов в том же районе, в котором пять лет спустя поселились немецкие эмигранты и создали колонию Товар (Tovar) (корабль с итальянцами, к несчастью, затонул в Средиземном море).
Множество итальянских поселений было создано в Латинской Америке во второй половине XIX века — главным образом в Уругвае, Аргентине, Чили, Мексике и южных районах Бразилии (Парана, Санта-Катарина и Риу-Гранди-ду-Сул).
В большинстве из этих населённых пунктов на итальянском языке (или его диалектах) жители говорят и по сей день: например, в Капитан-Пастене в Чили, Чипило в Мексике или в Новой Венеции в Санта-Катарине.
Ни один из этих населённых пунктов никак не связан с итальянской колониальной империей XIX — первой половины XX веков.